# Łuskwiak topolowy

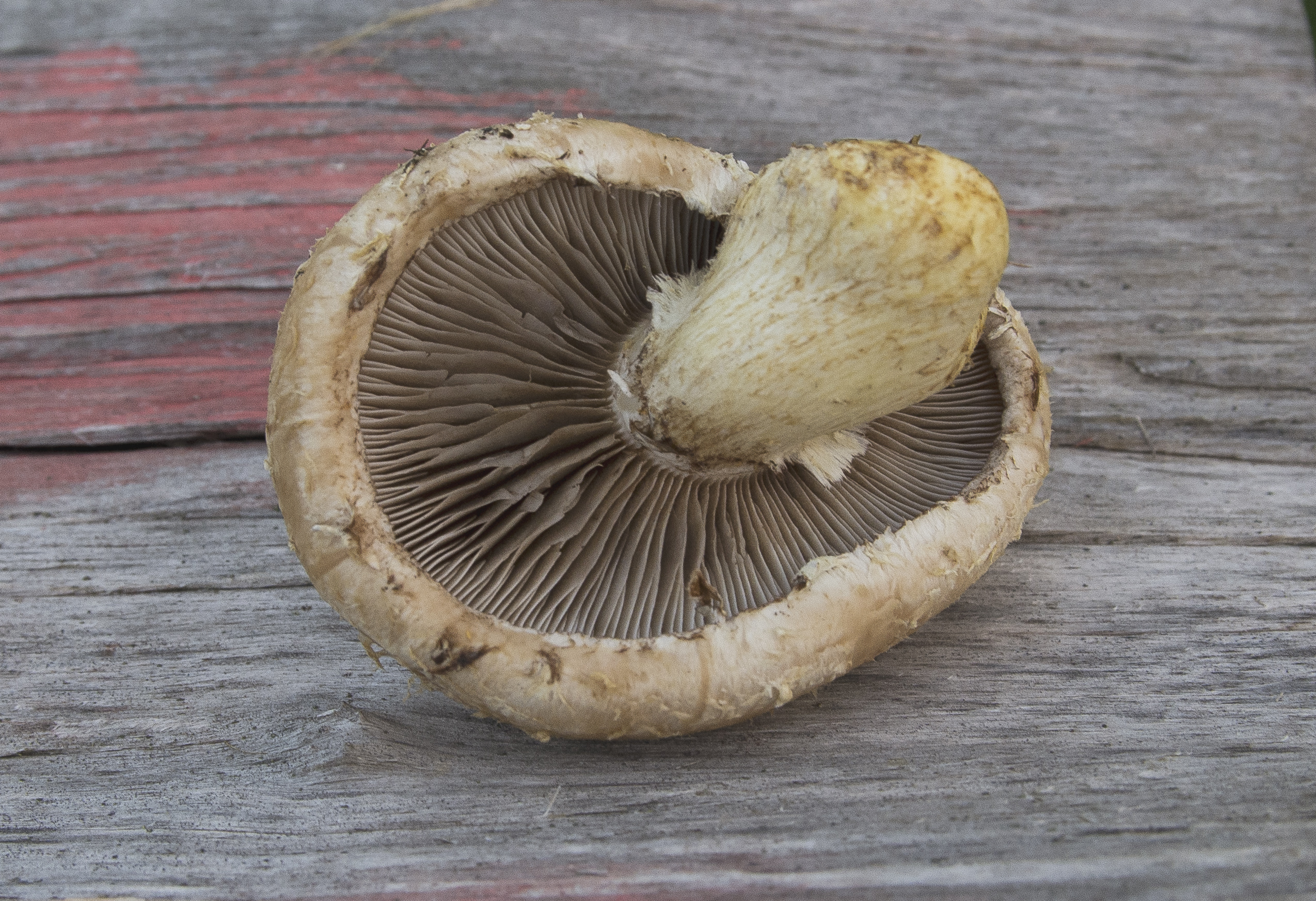

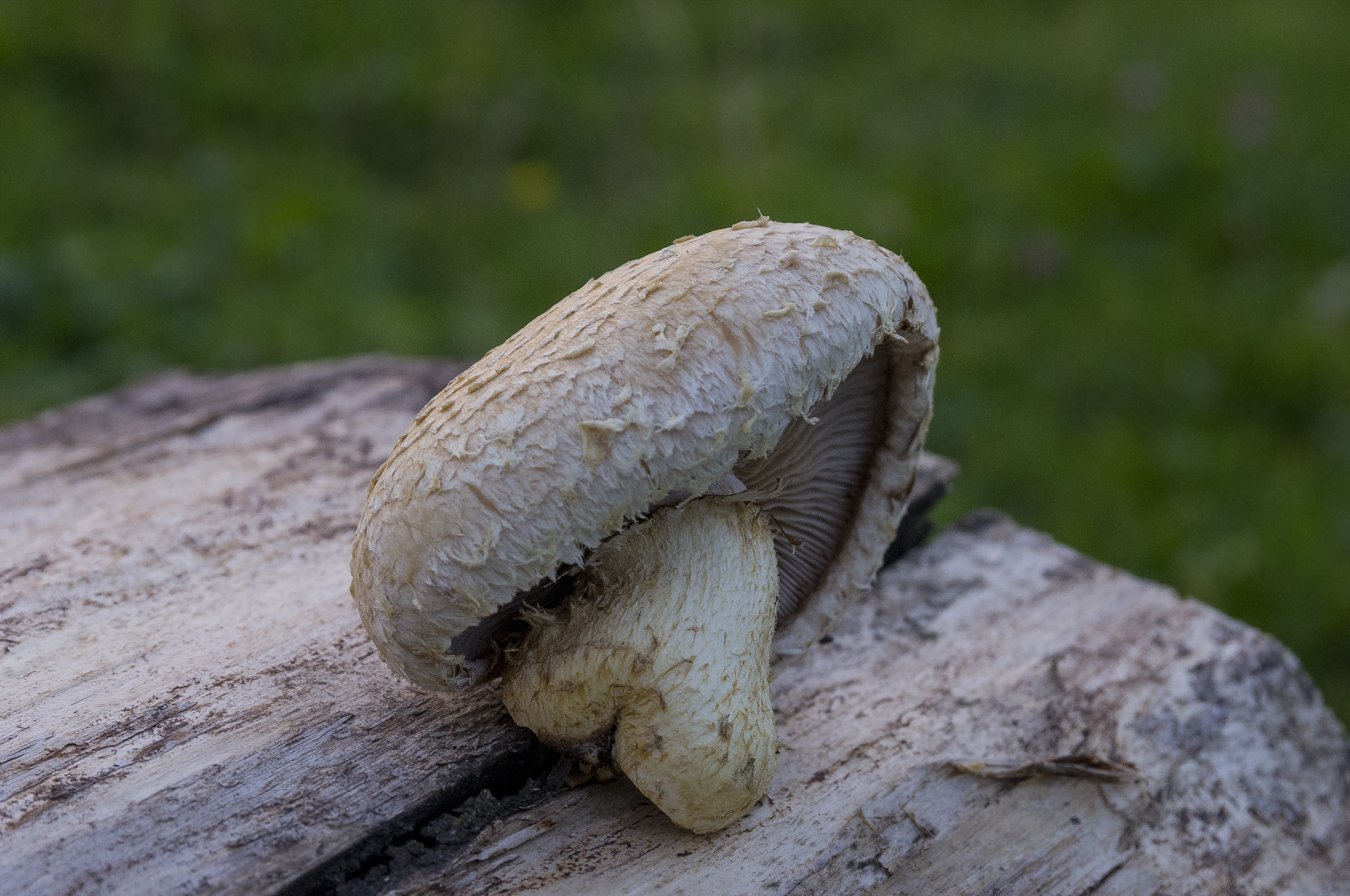

Łuskwiak topolowy (Pholiota populnea (Pers.) Kuyper & Tjall.-Beuk) – gatunek grzybów należący do rodziny pierścieniakowatych (Strophariaceae).

## Systematyka i nazewnictwo
Pozycja w klasyfikacji według Index Fungorum: Pholiota, Strophariaceae, Agaricales, Agaricomycetidae, Agaricomycetes, Agaricomycotina, Basidiomycota, Fungi.
Po raz pierwszy takson ten zdiagnozował w 1828 roku Persoon, nadając mu nazwę Agaricus populneus. Obecną, uznaną przez Index Fungorum nazwę nadali mu w 1986 r. Thomas Wilhelmus Kuyper i Tjall.-Beuk.
Ma 13 synonimów. Niektóre z nich:
- Hemipholiota comosa (Fr.) Bon 1994
- Hemipholiota destruens (Brond.) Romagn. 1980
- Hemipholiota populnea (Pers.) Bon 1986
- Myxocybe destruens (Brond.) R. Heim 1957
- Pholiota destruens var. edmundii A.H. Sm. & Hesler 1968[2].

W polskim piśmiennictwie mykologicznym gatunek ten opisywany był jako łuskwiak niszczący, w 2003 r. Władysław Wojewoda zaproponował nazwę łuskwiak topolowy.

## Morfologia
Kapelusz
Średnica 6–20 cm. U młodych osobników jest półkulisty, później długo pozostaje wypukły, i tylko niekiedy u starszych okazów staje się płaski. Ma kolor od kremowochrowego przez kremowobrązowy do czerwonawobrązowego. Powierzchnia gęsto pokryta wełnistą osłoną, która z czasem staje się łuskowata. U starszych okazów łuski pozostają tylko przy brzegu kapelusza.
Blaszki grzyba
W młodości szarobeżowe, potem ciemnoszarobrązowe
Trzon
Wysokość 3–8 cm, grubość 1–3 cm. Zazwyczaj kapelusz osadzony jest na nim centralnie, ale czasami bocznie. Posiada wełnisty pierścień, dołem zazwyczaj jest zgrubiały. Ma kolor nieco jaśniejszy od kapelusza, tylko u podstawy jest ochrowobrązowy. Powyżej pierścienia jest białawy i gładki, poniżej pokryty jest wełnistymi łuseczkami.
Miąższ
Bladoochrowobrązowy i gorzkawy.
Wysyp zarodników
Brudnobrązowy. Zarodniki o rozmiarach 6–10 μm.

## Występowanie i siedlisko
Występuje w zachodniej części USA oraz w Europie. W Europie Środkowej jest dość rzadki, w Polsce również.
Rośnie na martwym drewnie topoli lub na żywych topolach, głównie w lasach łęgowych. Notowany był również na wierzbie białej i robinii. Owocniki wytwarza od sierpnia do października. Są dość trwałe i mogą przetrwać czasami do wiosny następnego roku.

## Znaczenie
Saprotrof i groźny pasożyt topoli. Jego grzybnia rozrasta się w twardzieli drewna, wywołując zgniliznę drewna. Atakuje drzewo głównie w miejscu ran. Ze względu na gorzki smak jest niejadalny.

## Gatunki podobne
- łuskwiak włóknistołuskowaty (Hemipholiota heteroclita (Fr.) Bon), ale ma chemiczny zapach gazu i rośnie głównie na żywych brzozach i olchach, na topoli rzadko[5].
- łuskwiak nastroszony (Pholiota squarosa), ale nie rośnie wysoko na pniach żywych drzew, lecz u podstawy pnia i jest mniejszy.